# Anthony Ashley Cooper
Anthony Ashley Cooper, 3.er conde de Shaftesbury (Londres, 26 de febrero de 1671-Nápoles, 4 de febrero de 1713), fue un político, filósofo y escritor inglés, perteneciente a la escuela neoplatónica de Cambridge.

## Biografía
Era hijo de Anthony Ashley Cooper, 2.o conde de Shaftesbury y Lady Dorothy Manners, hija del conde de Rutland. Su educación primaria fue supervisada por John Locke, aprendiendo griego y latín. Después fue enviado a estudiar al Winchester College, abandonando los estudios en 1688 e iniciando un viaje por el extranjero. Tras la Revolución Gloriosa de 1689 volvió a Inglaterra, dedicándose a los estudios. Fue elegido parlamentario por el partido Whig en 1695, pero su frágil salud —sufría de asma— le obligó a renunciar en 1698, viajando a Holanda en busca de un clima mejor.
De vuelta a Inglaterra, fue nombrado vicealmirante de Dorset, cargo que perdió con la ascensión de la reina Ana al trono, por lo que volvió a la vida privada. Posteriormente retornó a Holanda, instalándose en Róterdam. En 1704 estaba nuevamente en Inglaterra, donde su salud era ya delicada, y desde entonces se dedicó a escribir. En 1709 se casó con Jane Ewer, naciendo su único hijo al año siguiente. En 1711 su salud exigió que se mudase a Italia, estableciéndose en Nápoles, donde continuó escribiendo. Falleció en Nápoles y su cuerpo fue trasladado de vuelta a Inglaterra, donde fue sepultado en la propiedad familiar.

## Pensamiento
Shaftesbury fue uno de los mayores representantes de la Ilustración en su país. Autor de Ensayo sobre el mérito y la virtud (1699) y Características de hombres, costumbres, opiniones y tiempos (1711), como filósofo Shaftesbury confía en la naturaleza humana y desarrolla la idea de una religión natural. Su ética se basa en el sentimiento, que para él es una vivencia interior que conduce al individuo hacia el bien, tanto propio como del género humano, y que, por simpatía respecto al orden universal y al fin natural de las cosas, permite el amor a la virtud y genera la armonía en sociedad. Para Shaftesbury el hombre tiene un «sentido moral», una facultad innata para dilucidar en sus semejantes su personalidad y proceder, la calificación moral de sus acciones.
Influido por ideas griegas y del Renacimiento, su ética está impregnada de esteticismo: Shaftesbury identificaba ética y estética, afirmando que bueno y bello son un mismo concepto. En Características de hombres, costumbres, opiniones y tiempos definió la apreciación de la belleza como un sentido innato al ser humano, que le produce placer en su relación con el mundo. La belleza es el primer paso del amor –como en Ficino–, en un proceso gradual, teleológico, que va de la belleza material a la espiritual. Shaftesbury manifestó que la sensibilidad es estimulada por la imaginación, hablando de «entusiasmo», que es un estado exaltado que eleva el espíritu, propio de los genios. Planteó un tipo de gusto basado en esta sensibilidad entusiasta, que es innata, natural, aunque se puede educar. Para Shaftesbury el gusto es una «aristocracia del sentido», una discriminación de las sensaciones. Identificó el gusto con la conciencia moral, para mejorar el espíritu humano, lo que conduce igualmente al bienestar social, ya que produce una concordancia entre los sentidos y la razón. En arte, lo importante es el equilibrio, el conjunto unitario –siguiendo el concepto de concinnitas de Alberti–, relacionando arte y naturaleza, productos ambos de la armonía del universo.
La obra de Shaftesbury influyó mucho en Gran Bretaña, en la Francia ilustrada —especialmente Diderot— y en el clasicismo alemán, de Herder a Goethe.

## Obras
- Inquiry concerning Virtue, c. 1683
- Preface to the Sermons of Dr. Whichcote, 1698
- Concerning Enthusiasm to Lord Somers, 1708
- Sensus Communis, an Essay on the Freedom of Wit and Humour, 1709
- The Moralists, a Philosophical Rhapsody, 1709
- Soliloquy, or Advice to an Author, 1709
- Characteristics of Men, Manners, Opinions, Times, 1711
- A Notion of the Historical Draught or Tablature of the Judgment of Hercules